# Chetryrus l-notatus
Chetryrus l-notatus es una especie de coleóptero de la familia Endomychidae.

## Distribución geográfica
Habita en Tanganica.